# صفصاف السلالين
صفصاف السلالين  (الاسم العلمي: Salix viminalis)، نوع من الصفصاف وفصيلة الصفصافية. مواطنه الأصيلة في أوروبا، وغرب آسيا، وجبال الهيمالايا.